# Ptolemeu al II-lea Philadelphus

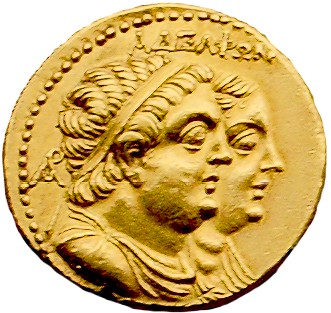
O monedă din secolul 3 î.Hr. ce înfățișează pe cei doi conducători ai Egiptului Ptolemaic : Ptolemeu al II-lea Philadelphus (fața), și sora și soția sa Arsinoe II. Inscripția greacă Adelphon înseamnă frații..

Nu este aceeași persoană cu Ptolemeu Philadelphus, fiul Cleopatrei.
Ptolemeu al II-lea Philadelphus (greacă: Πτολεμαῖος Φιλάδελφος, Ptolemaĩos Philádelphos" (n. 309 î.Hr. — d. 246 î.Hr.), a fost rege al Egiptului ptolemeic între anii 283 î.Hr. și 246 î.Hr.. El a fost fiul fondatorului regatului Egiptului ptolemeic Ptolemeu I Soter și Berenice. De educația lui s-a ocupat Filat din Cos. A avut doi frați gemeni Ptolemeu Keraunos și Meleager, ambii au devenit regi ai Macedoniei, în 281 î.Hr. și, respectiv, 279 î.Hr. Ambii au murit în timpul invaziei galice, ce a avut loc în perioada 280 î.Hr. — 279 î.Hr..